# Mphe-Lebeko
Mphe-Lebeko är en gemenskap i Lesotho.   Den ligger i distriktet Thaba-Tseka, i den centrala delen av landet, 80 km öster om huvudstaden Maseru.